# Francis Wollaston (1731-1815)
Pour les articles homonymes, voir Francis Wollaston.
Francis Wollaston (1731 - 1815) est un prêtre anglican et un astronome anglais. Il est élu membre de la Royal Society en 1769.
Wollaston est le fils de Francis Wollaston (1694-1774) et Mary Fauquier, et le père de William Hyde Wollaston. Il reçut une éducation privée, puis étudia au Sidney Sussex College (Cambridge), où il obtint son Bachelor of Laws en 1754. Bien qu'admis au Lincoln's Inn en 1750, Wollaston ne s'est jamais inscrit au barreau, et devient pasteur. Ordonné diacre en 1754 et prêtre en 1755, il devient recteur de Dengie en 1758. De 1761 à 1769, il est recteur et vicaire de Dereham, et de 1769 à 1815 recteur de Chislehurst.